# Licurici
Licurici è un comune della Romania di 2535 abitanti, ubicato nel distretto di Gorj, nella regione storica dell'Oltenia.
Il comune è formato dall'unione di 4 villaggi: Frumușei, Licurici, Negreni, Totea.